# Kabardino-Balkaarse Autonome Socialistische Sovjetrepubliek
De Kabardino-Balkaarse Autonome Socialistische Sovjetrepubliek (Russisch: Кабардино-Балкарская Автономная Социалистическая Советская Республика of Kabardino-Balkaarse ASSR (Russisch: Кабардино-Балкарская АССР) was een autonome republiek van de Sovjet-Unie. De Kabardino-Balkaarse Autonome Socialistische Sovjetrepubliek was een staat van twee nationaliteiten: de Kabardijnen en de Balkaren. De meerderheid van de bevolking was Russisch.

## Geschiedenis
Het Russische rijk en het Ottomaanse rijk vochten van de 17e tot de 19e eeuw om het gebied, dat uiteindelijk onder Russisch bestuur kwam. Na de Oktoberrevolutie van 1917 werd het gebied in 1921, tijdens de Russische Burgeroorlog, onderdeel van de Sovjetrepubliek der Bergvolkeren. In 1922 werd de Kabardino-Balkaarse Autonome Oblast uit de Sovjetrepubliek der Bergvolkeren gehaald. Op 5 december 1936 werd de status verhoogd tot Kabardino-Balkaarse Autonome Socialistische Sovjetrepubliek (ASSR).
In 1944 verdacht Jozef Stalin de Balkaren ervan dat ze met nazi-Duitsland gecollaboreerd hadden en de bevolking werd gedeporteerd naar Centraal-Azië. Stalin voegde de Baksan-vallei aan de Georgische Socialistische Sovjetrepubliek. Het voorvoegsel Balkaars werd daarom geschrapt en de nieuwe naam voor de ASSR was de Kabardijnse Autonome Socialistische Sovjetrepubliek. De Balkaren mochten in 1957 tijdens de regering van Nikita Chroesjtsjov terugkeren en de situatie/benaming van voor de oorlog werd hersteld.
Op 30 januari 1991 verklaarde de Kabardino-Balkaarse Autonome Socialistische Sovjetrepubliek zich soeverein. Na de opheffing van de Sovjet-Unie werd de autonome republiek Kabardië-Balkarië in de Russische Federatie.